# Dâmbovița (distrikt)
Dâmboviţa er et distrikt i Muntenien i Rumænien med 541.763 (2002) indbyggere. Hovedstad er byen Târgovişte.

## Byer
- Târgovişte
- Moreni
- Găeşti
- Pucioasa
- Titu
- Fieni

## Kommuner
| - Aninoasa - Băleni - Bărbuleţu - Bezdead - Bilciureşti - Braniştea - Brăneşti - Brezoaele - Buciumeni - Bucşani - Butimanu - Cândeşti | - Ciocăneşti - Cobia - Cojasca - Comişani - Conţeşti - Corbii Mari - Cornăţelu - Corneşti - Costeştii din Vale - Crângurile - Crevedia - Dărmăneşti | - Dobra - Doiceşti - Dragodana - Dragomireşti - Finta - Glodeni - Gura Foii - Gura Ocniţei - Gura Şuţii - Hulubeşti - I. L. Caragiale - Iedera | - Lucieni - Ludeşti - Lunguleţu - Malu cu Flori - Măneşti - Mătăsaru - Mogoşani - Moroeni - Morteni - Moţăieni - Niculeşti - Nucet | - Ocniţa - Odobeşti - Petreşti - Pietroşiţa - Poiana - Potlogi - Produleşti - Pucheni - Racari - Răzvad - Runcu - Sălcioara | - Slobozia Moară - Şelaru - Şotânga - Tărtăşeşti - Tătărani - Ulieşti - Ulmi - Văcăreşti - Valea Lungă - Valea Mare - Văleni-Dâmboviţa - Vârfuri | - Vişina - Vişineşti - Voineşti - Vulcana-Băi |